# Pedaliodes
Pedaliodes är ett släkte av fjärilar. Pedaliodes ingår i familjen praktfjärilar.

## Bildgalleri

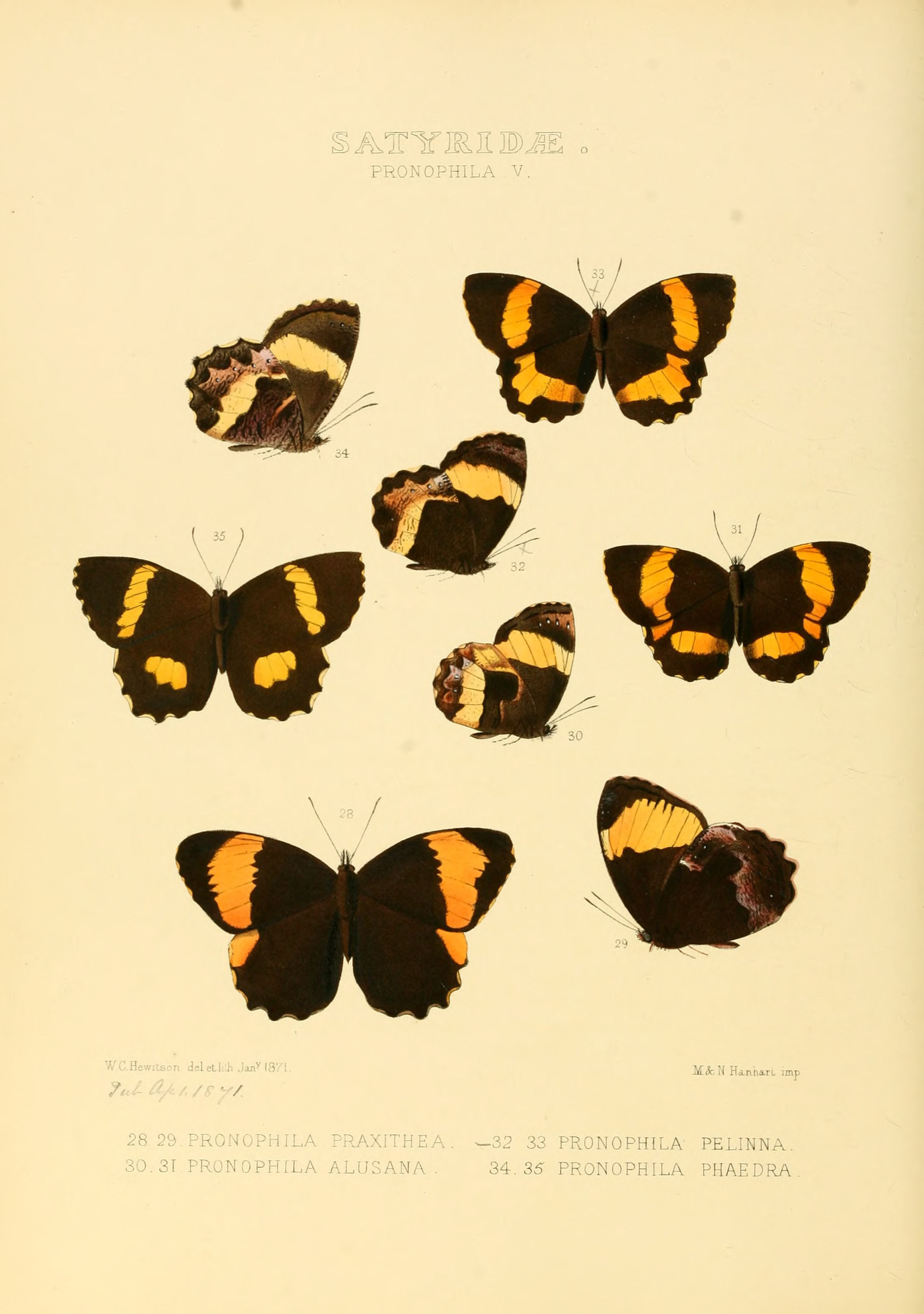
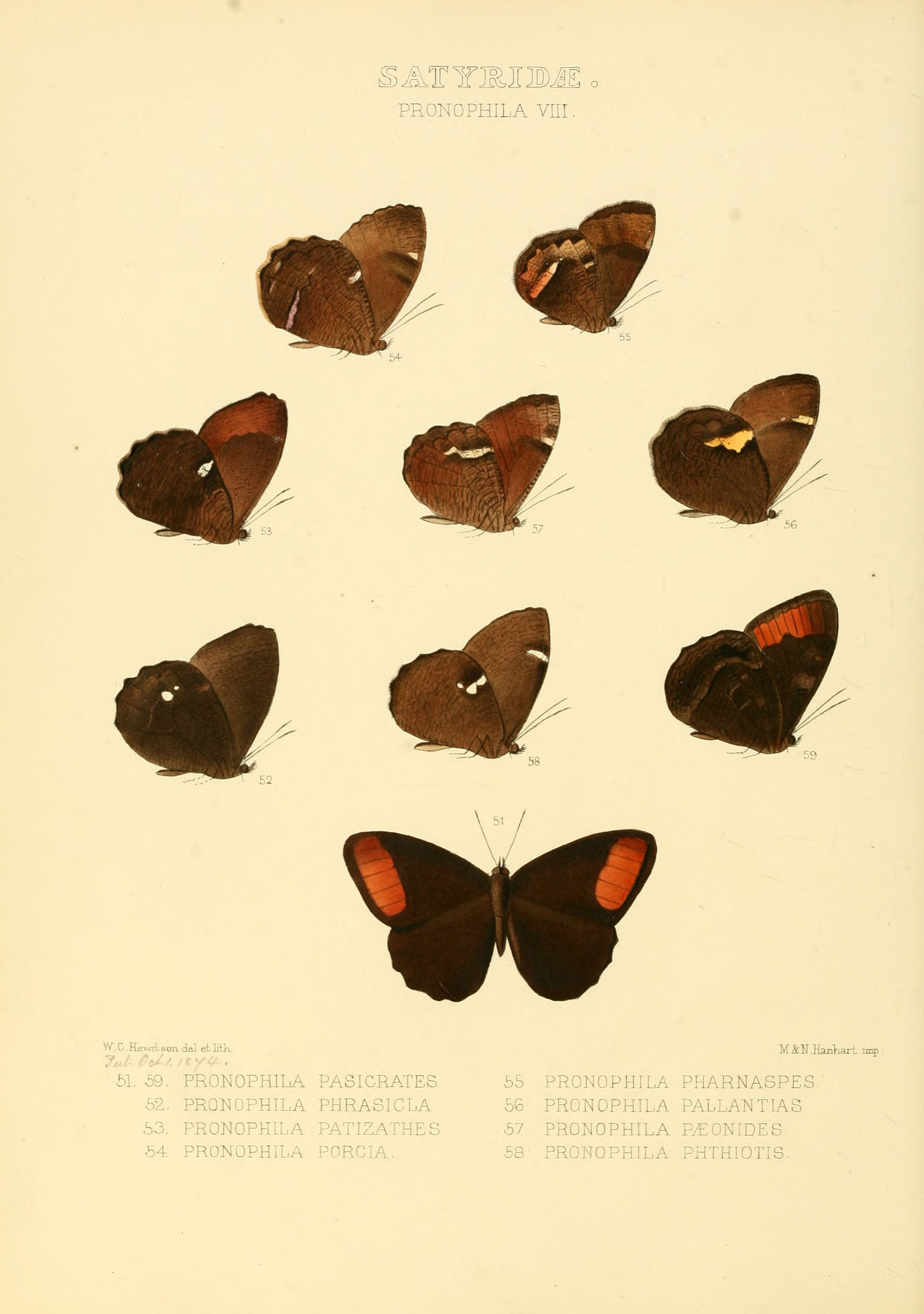
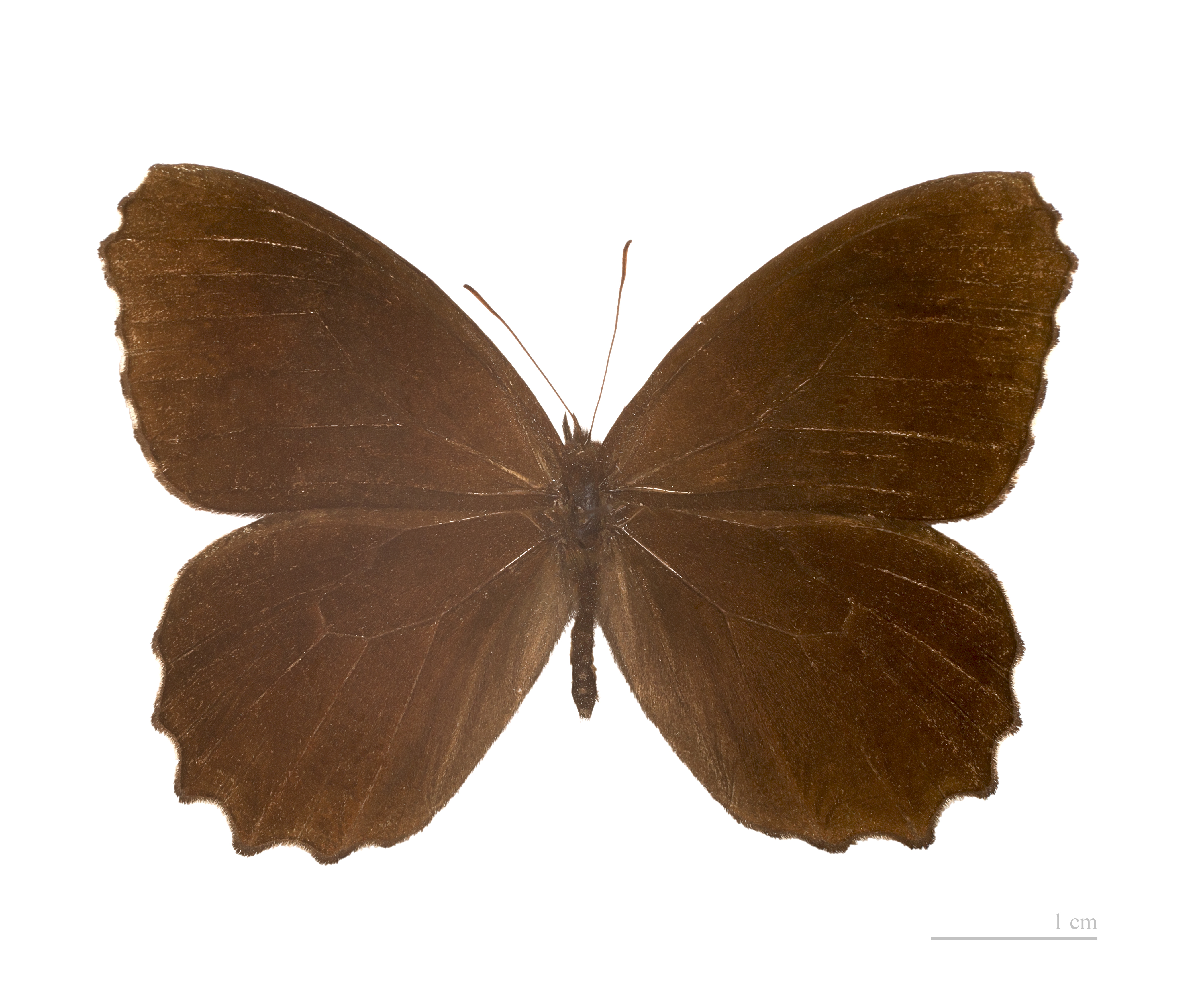
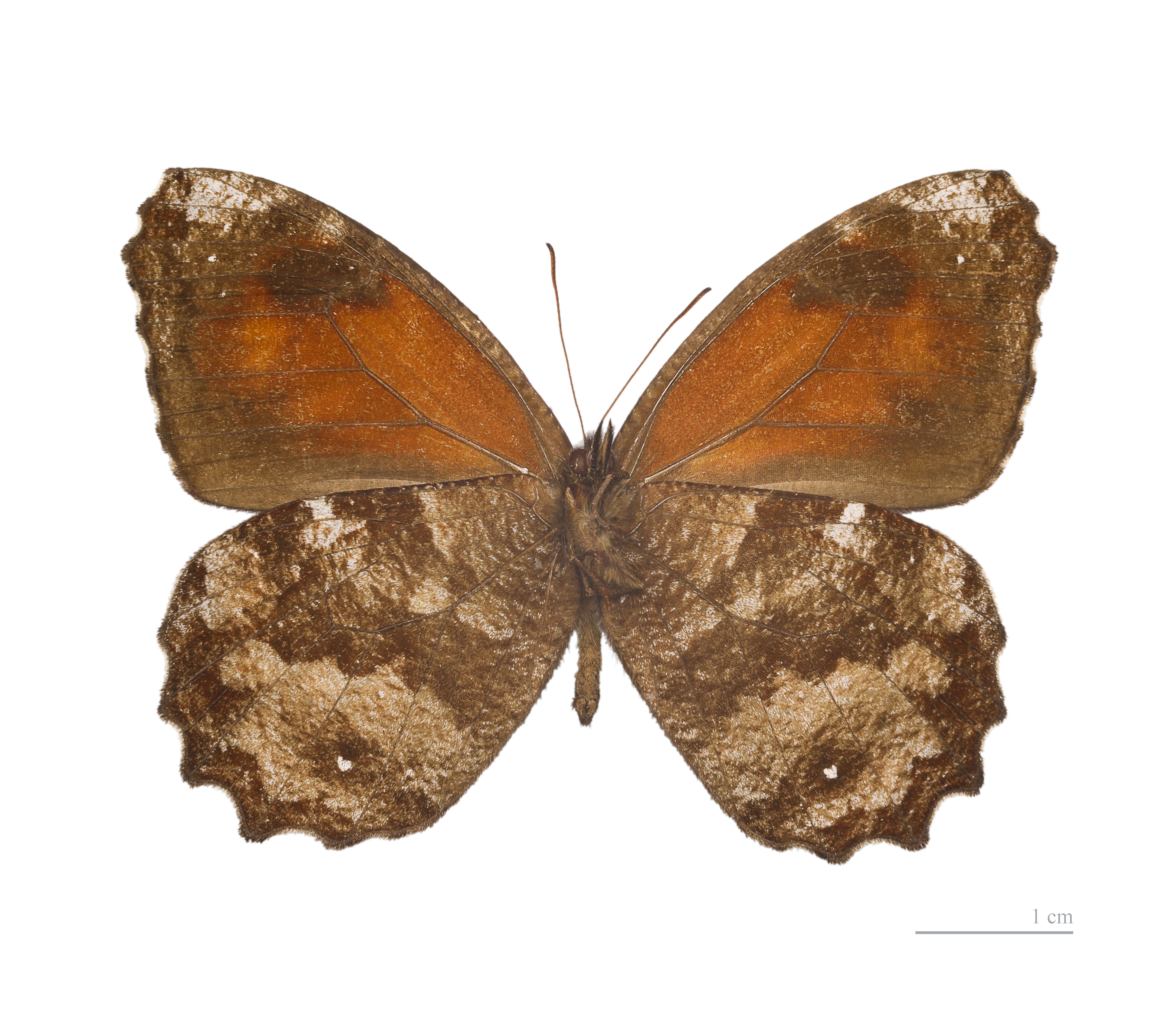
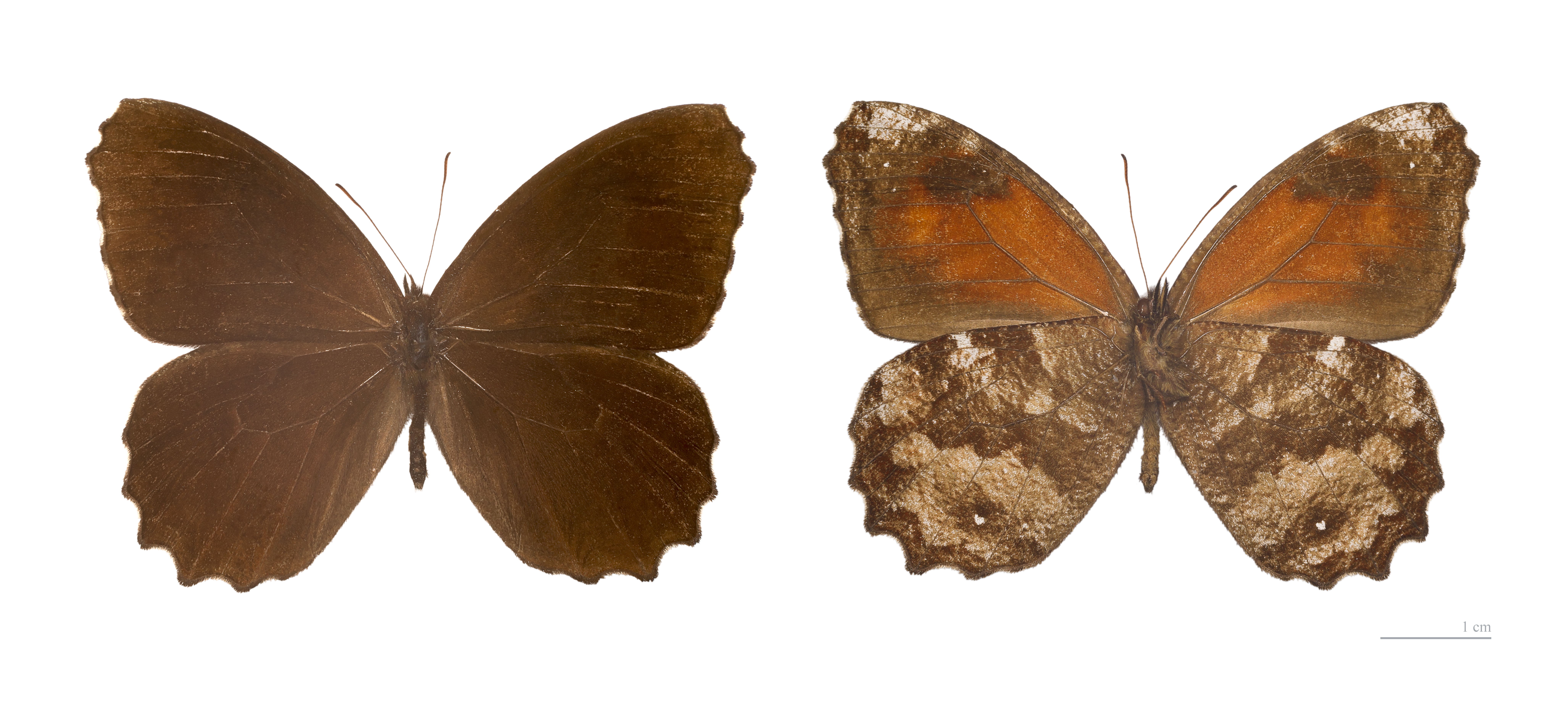
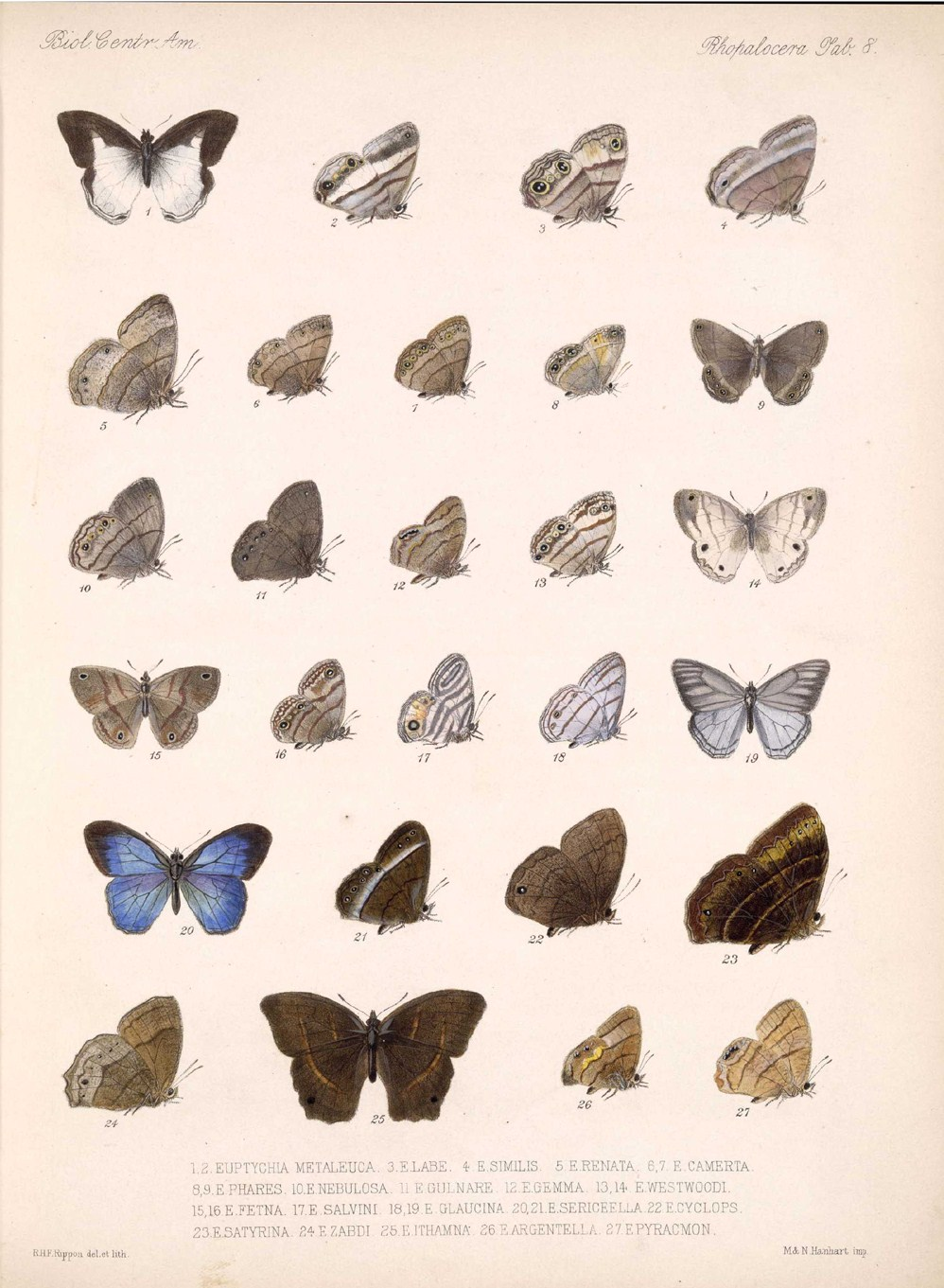

## Dottertaxa tillPedaliodes, i alfabetisk ordning[1]
- Pedaliodes albutia
- Pedaliodes alusana
- Pedaliodes amaphania
- Pedaliodes anchiphilonis
- Pedaliodes antulla
- Pedaliodes apicalis
- Pedaliodes asconia
- Pedaliodes auraria
- Pedaliodes auristriga
- Pedaliodes baccara
- Pedaliodes brenda
- Pedaliodes cebolleta
- Pedaliodes cesarense
- Pedaliodes cestia
- Pedaliodes chrysotaenia
- Pedaliodes circumducta
- Pedaliodes cledonia
- Pedaliodes coca
- Pedaliodes cocytia
- Pedaliodes combeima
- Pedaliodes costipunctata
- Pedaliodes cremera
- Pedaliodes cyrene
- Pedaliodes daulis
- Pedaliodes dejecta
- Pedaliodes empetrus
- Pedaliodes empusa
- Pedaliodes entella
- Pedaliodes ereiba
- Pedaliodes exanima
- Pedaliodes exul
- Pedaliodes fassli
- Pedaliodes ferratilis
- Pedaliodes flavopunctata
- Pedaliodes foersteri
- Pedaliodes fumaria
- Pedaliodes fuscata
- Pedaliodes galaxias
- Pedaliodes garleppi
- Pedaliodes griseola
- Pedaliodes hewitsoni
- Pedaliodes hopfferi
- Pedaliodes illimania
- Pedaliodes japhleta
- Pedaliodes jephtha
- Pedaliodes juba
- Pedaliodes labulla
- Pedaliodes leucoheilos
- Pedaliodes lithochalcis
- Pedaliodes loca
- Pedaliodes lora
- Pedaliodes lucipara
- Pedaliodes luperca
- Pedaliodes lyssa
- Pedaliodes manis
- Pedaliodes manneja
- Pedaliodes maria
- Pedaliodes melaleuca
- Pedaliodes monticola
- Pedaliodes morenoi
- Pedaliodes napaea
- Pedaliodes niphoessa
- Pedaliodes niveonota
- Pedaliodes obscura
- Pedaliodes ochrotaenia
- Pedaliodes ornata
- Pedaliodes pacifica
- Pedaliodes pactyes
- Pedaliodes paeonides
- Pedaliodes palades
- Pedaliodes palaepolis
- Pedaliodes pallantias
- Pedaliodes pallantis
- Pedaliodes pammenes
- Pedaliodes paneis
- Pedaliodes panthides
- Pedaliodes panthius
- Pedaliodes parma
- Pedaliodes pasicrates
- Pedaliodes patizathes
- Pedaliodes pausia
- Pedaliodes pedacia
- Pedaliodes pelinaea
- Pedaliodes pelinna
- Pedaliodes perisades
- Pedaliodes perperna
- Pedaliodes peruda
- Pedaliodes petronius
- Pedaliodes peucestas
- Pedaliodes phaea
- Pedaliodes phaeaca
- Pedaliodes phaedra
- Pedaliodes phaeina
- Pedaliodes phaesana
- Pedaliodes phanaraea
- Pedaliodes phanoclea
- Pedaliodes pharnaspes
- Pedaliodes phazania
- Pedaliodes pheres
- Pedaliodes pheretias
- Pedaliodes phila
- Pedaliodes philaenis
- Pedaliodes philonis
- Pedaliodes philotera
- Pedaliodes phoenissa
- Pedaliodes phrasa
- Pedaliodes phrasicla
- Pedaliodes phrasiclea
- Pedaliodes phrasicles
- Pedaliodes phrasina
- Pedaliodes phrasisi
- Pedaliodes phthiotis
- Pedaliodes piletha
- Pedaliodes pisonia
- Pedaliodes plautius
- Pedaliodes plotina
- Pedaliodes plotinella
- Pedaliodes poesia
- Pedaliodes poetica
- Pedaliodes polemon
- Pedaliodes polla
- Pedaliodes polusca
- Pedaliodes pomponia
- Pedaliodes porcia
- Pedaliodes porima
- Pedaliodes porina
- Pedaliodes praxia
- Pedaliodes praxithea
- Pedaliodes primera
- Pedaliodes proculeja
- Pedaliodes proerna
- Pedaliodes pronoe
- Pedaliodes prosa
- Pedaliodes prytanis
- Pedaliodes puma
- Pedaliodes puracana
- Pedaliodes pylas
- Pedaliodes rapha
- Pedaliodes roraimae
- Pedaliodes satyroides
- Pedaliodes scydmaena
- Pedaliodes serra
- Pedaliodes simmias
- Pedaliodes simpla
- Pedaliodes skythropa
- Pedaliodes spina
- Pedaliodes stilla
- Pedaliodes suspiro
- Pedaliodes syleus
- Pedaliodes tairona
- Pedaliodes takahashii
- Pedaliodes thiemei
- Pedaliodes tomentosa
- Pedaliodes triaria
- Pedaliodes triquetra
- Pedaliodes tucca
- Pedaliodes tyro
- Pedaliodes tyrrheoides
- Pedaliodes tyrrheus
- Pedaliodes uncus
- Pedaliodes uniformis
- Pedaliodes uniplaga
- Pedaliodes vallenata
- Pedaliodes xanthosphenisca
- Pedaliodes zuleta